# Pineto
Pineto (Villa Filiani fino al 1924) è un comune italiano di 14 809 abitanti della provincia di Teramo in Abruzzo. Nota stazione balneare del Medio Adriatico, nel 2025 ha ottenuto la sua ventiduesima Bandiera Blu.
Il 30 maggio 1930 la sede comunale di Mutignano, borgo collinare che a sua volta ottenne l'autonomia dal comune di Atri nel 1809, venne spostata nel nuovo centro abitato costiero di Villa Filiani, in seguito al suo rapido sviluppo, e il comune cambiò il nome nell'attuale Pineto.

## Geografia fisica

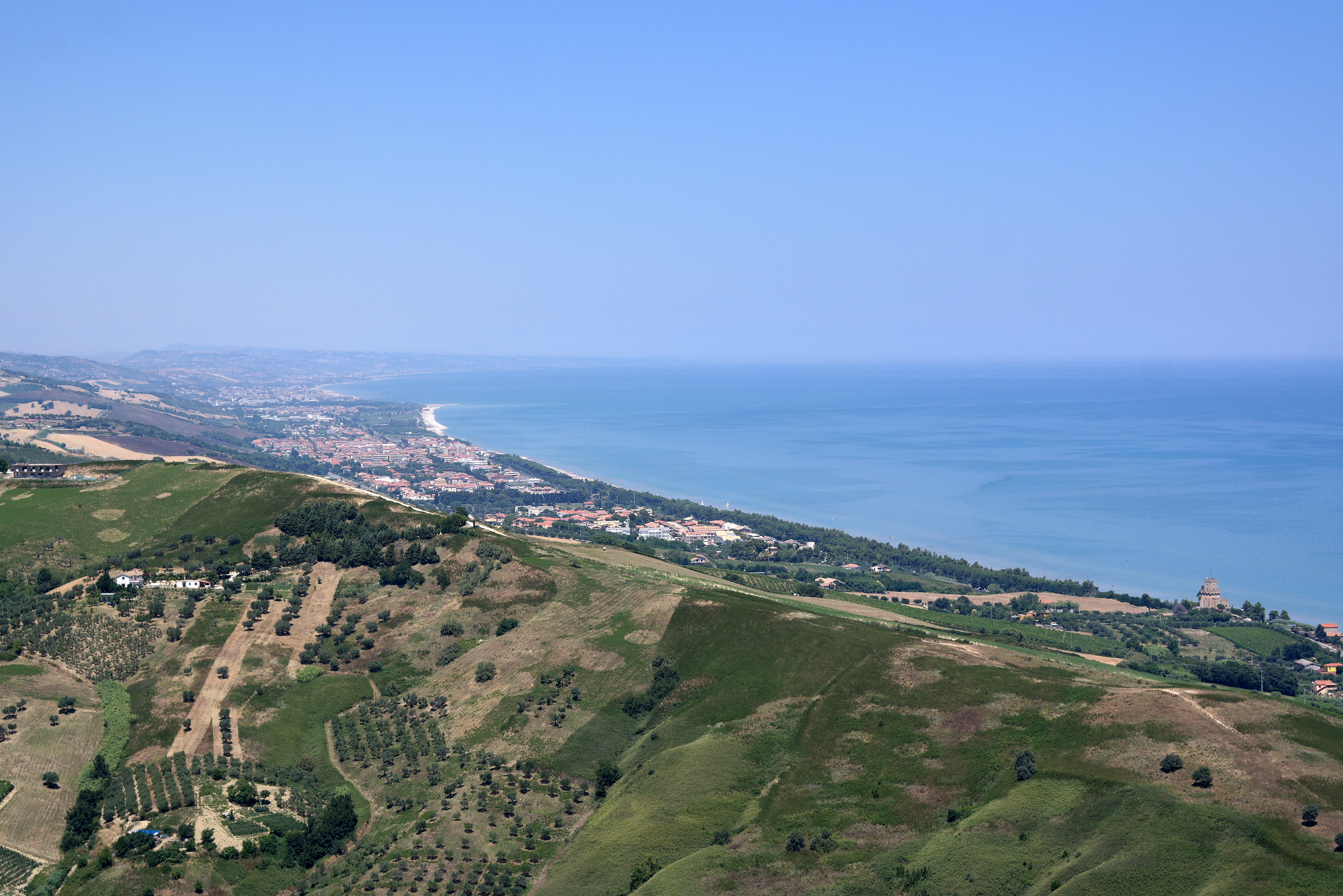
Pineto e la torre del Cerrano visti da Silvi

La cittadina si estende sulle rive del Medio Adriatico. Confina a nord con il comune di Roseto degli Abruzzi, a sud con il comune di Silvi e a ovest con quello di Atri. Il territorio comunale comprende, oltre al capoluogo, numerose località e frazioni, tra cui Scerne, stazione balneare sul litorale Adriatico, situata 5 km più a nord, e Mutignano, borgo storico sorto in età medievale nell'interno, a 321 m s.l.m. e a 6 km da Pineto.

### Clima
Il clima di Pineto è di tipo temperato caldo, con inverni relativamente miti ed estati contraddistinte da temperature elevate, ma non torride. La temperatura media annua è di 16,5 °C, con una media di 8,5 °C nel mese più freddo, gennaio, e di 25,5 °C nei mesi più caldi, luglio e agosto. Le precipitazioni medie annuali sono pari a 785 mm.
| Pineto (TE)                  | Mesi | Mesi | Mesi | Mesi | Mesi | Mesi | Mesi | Mesi | Mesi | Mesi | Mesi | Mesi | Stagioni | Stagioni | Stagioni | Stagioni | Anno |
| Pineto (TE)                  | Gen  | Feb  | Mar  | Apr  | Mag  | Giu  | Lug  | Ago  | Set  | Ott  | Nov  | Dic  | Inv      | Pri      | Est      | Aut      | Anno |
| ---------------------------- | ---- | ---- | ---- | ---- | ---- | ---- | ---- | ---- | ---- | ---- | ---- | ---- | -------- | -------- | -------- | -------- | ---- |
| T. max. media (°C)           | 12   | 13   | 16   | 19   | 24   | 28   | 31   | 31   | 27   | 22   | 17   | 13   | 12,7     | 19,7     | 30       | 22       | 21,1 |
| T. min. media (°C)           | 5    | 5    | 7    | 9    | 14   | 17   | 20   | 20   | 17   | 14   | 9    | 6    | 5,3      | 10       | 19       | 13,3     | 11,9 |
| Giorni di gelo (Tmin ≤ 0 °C) | 8,6  | 9,6  | 6,4  | 1,3  | 1,5  | 0,0  | 0,0  | 0,0  | 0,0  | 0,0  | 1,9  | 6,5  | 24,7     | 9,2      | 0,0      | 1,9      | 35,8 |
| Precipitazioni (mm)          | 48   | 49   | 59   | 63   | 53   | 37   | 24   | 20   | 46   | 50   | 69   | 62   | 159      | 175      | 81       | 165      | 580  |

## Storia
La storia del comune di Pineto è strettamente legata alla frazione di Mutignano.
Sul toponimo di Mutignano, comune fino al 1927 e frazione di Pineto dal 1929, sono state fatte diverse teorie; secondo la tesi ritenuta più corretta, il nome derivava dal personale romano Mutius, trasformatosi poi in Mut(t)inius. Dalle fonti storiche risulta che la denominazione relativa a Mutignano abbia subito nel corso dei secoli diverse trasformazioni: già nel Catalogus Barorum del XII secolo, Berardo, abate dell'abazia di San Giovanni in Venere, è titolare del feudo di “Mutiguianum”. Nel 1275 Giordano, abate di San Giovanni in Venere, chiese che gli venga prestato giuramento di fedeltà per le sue quote di possesso di “Mitignano”.  Nel 1462 Ferdinando I di Napoli restituisce a Giulio Antonio d’Acquaviva i possedimenti del padre, includendovi l’abitato “Mitignani”. Nel 1502 Luigi XII conferma ad Andrea Matteo III d’Acquaviva il casale “Mutignani”. Nel 1659 “Villa Mutignani” consisteva in un castello di circa mille abitanti. Nel 1729 ottenne la separazione dal tenimento di Atri e nel 1809 venne istituito il comune di Mutignano. 
Il territorio costiero del comune, noto come Villa Filiani, si articolava dal fosso del Cerrano al fosso del Calvano. Era abitato fin dall’antichità, come testimoniato dai ritrovamenti di mattoni con il marchio risalente all’epoca romana. Altre testimonianze sono attestate dalla presenza, a nord del Calvano, di un’osteria e ancora più sopra di un molino, la cui esistenza risalirebbe al II secolo. Lo stesso fosso del Cerrano aveva costituito per secoli un valido approdo: fino al Medioevo era noto come porto di Atri, ed è il luogo dove sorge la Torre del Cerrano. La torre già nel XIII secolo subì notevoli restauri, fino alla sua distruzione nel 1447 durante l’attacco sferrato dalla flotta della Repubblica di Venezia in rotta con gli Angioini. Nel 1531 i resti della torre vennero ceduti a privati, mentre il porto ormai abbandonato venne rimpiazzato da un piccolo approdo, in prossimità del fosso del Calvano. Nel 1582 la torre venne ricostruita, inserendosi nel sistema difensivo delle Torri costiere del Regno di Napoli. Lo sviluppo della fascia litoranea si avvia nel XIX secolo, permesso dalla costruzione delle prime arterie viarie. In seguito alla costruzione tra il 1808 e il 1815 a sud del Calvano della strada litoranea, antenata della strada statale 16 Adriatica, sorsero le prime modeste abitazioni, tra cui la villa della famiglia Filiani che darà il nome alla frazione. La localizzazione della stazione ferroviaria Atri-Mutignano nel territorio del comune di Mutignano, nei pressi della frazione Villa Filiani, darà un ulteriore impulso allo sviluppo della zona, che andrà assumendo un peso sempre maggiore già agli inizi del XX secolo. Ad opera della famiglia Filiani, negli anni 1922-1924 furono impiantate due estese pinete nel territorio comunale, una lungo la fascia litoranea di circa duecento pini su una superficie di cinquecento ettari e una nei territori collinari con simile estensione. Tale fu l'impatto delle pinete sul paesaggio cittadino che tutta la zona costiera assunse il toponimo Pineto. Nel 1927 il comune di Mutignano si trovò in difficoltà economiche, e su richiesta del suo podestà venne brevemente aggregato al comune di Atri. Già il 28 marzo 1929 il territorio pertinente il comune di Mutignano venne distaccato dal comune di Atri e ricostituito in comune autonomo, con il nuovo nome di Pineto. Il trasferimento della sede municipale da Mutignano, divenuta frazione, a Pineto avvenne con deliberazione podestarile del 30 maggio 1930. Nonostante l’opposizione dell’amministrazione comunale di Atri, i pareri contrari della Deputazione provinciale e della federazione fascista di Teramo, venne emanata la legge 22 dicembre 1932, n. 1703 con la quale si disponeva l’ampliamento della circoscrizione territoriale del comune di Pineto, aggregandosi la parte del territorio del comune di Atri situata tra il comune di Pineto e il fiume Vomano, comprendenti le località Calvano e Scerne. Con R.D. 9 novembre 1933 furono, infine, stabiliti i confini territoriali.

## Monumenti e luoghi d'interesse

### Architetture religiose

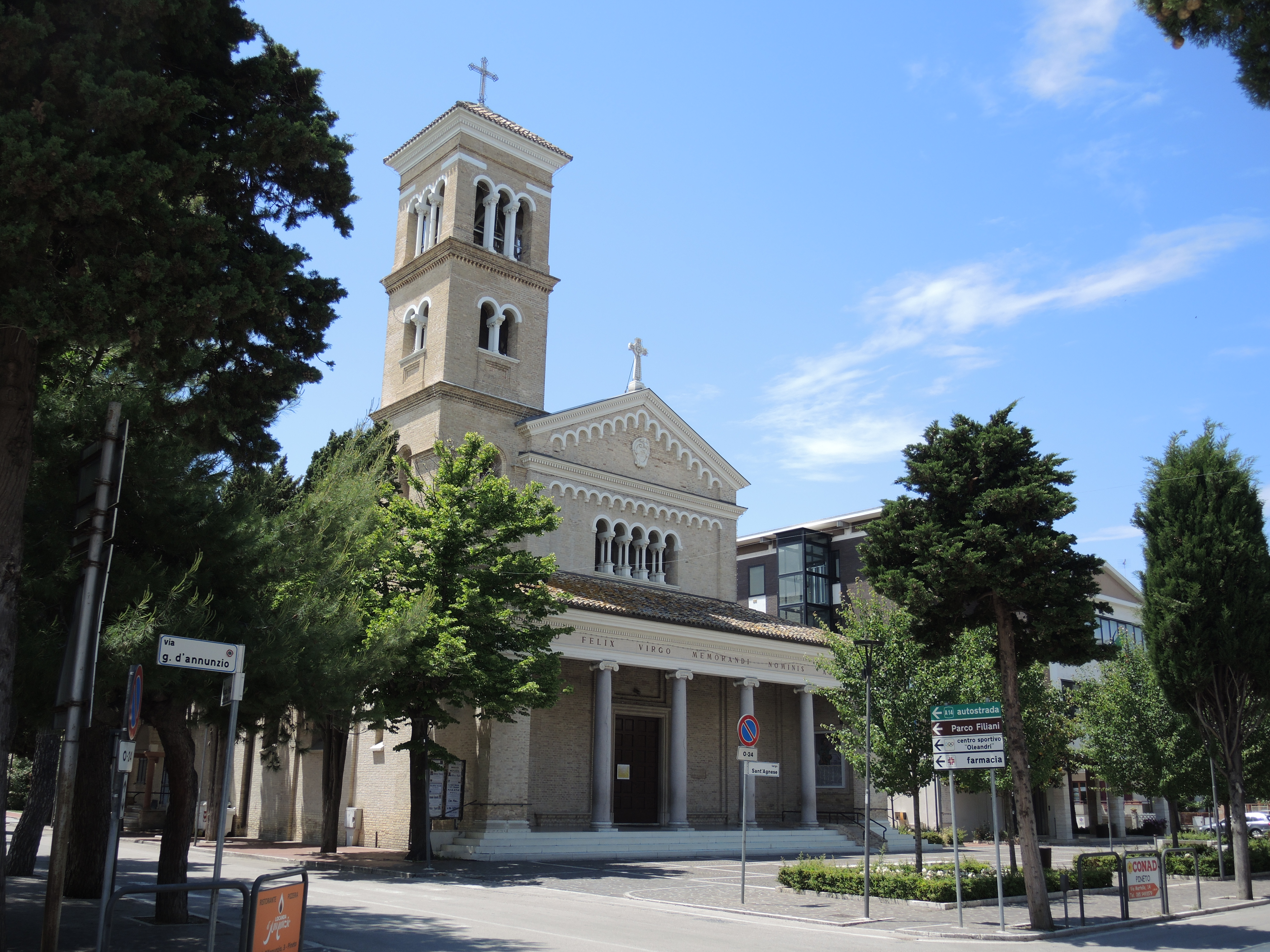
Chiesa di Sant'Agnese e San Silvestro
La Chiesa di Sant'Agnese e San Silvestro, situata nel cuore di Pineto, è una struttura relativamente moderna costruita tra il 1926 e il 1935, grazie alla donazione di Luigi Corrado Filiani, un imprenditore che fu anche il promotore dello sviluppo della città. Dedicata a Sant'Agnese, la chiesa è il principale luogo di culto del comune e combina stili architettonici classici con elementi gotici. La facciata principale in mattoni presenta un pronao con colonne e capitelli ionici, ispirato al romanico delle basiliche storiche, mentre l'interno, suddiviso in tre navate, integra decorazioni gotiche con un impianto basilicale. La chiesa, oltre al suo ruolo religioso, è un simbolo della comunità locale, fortemente legato al progetto di trasformare Pineto in una moderna cittadina balneare, ispirata al verde dei pini piantati lungo il territorio. Questa sintesi di stili e la cura nella progettazione riflettono l'attenzione ai dettagli dell'epoca e l'importanza del luogo come centro comunitario e spirituale.
Chiesa di Santa Maria Immacolata
Si trova in Borgo Santa Maria Immacolata, costruita nel 1982 seguendo uno stile antico, che la fa somigliare ad una chiesa romanica. Il rivestimento esterno è in laterizio, la pianta è rettangolare con una facciata squadrata preceduta da un portico. La facciata è decorata da un rosone ad oblò e da quattro paraste orizzontali. L'interno è a navata unica, in stile moderno-classicheggiante.
Chiesa della Sacra Famiglia di Nazareth
Si trova nella frazione di Scerne, principale chiesa fino alla costruzione della nuova parrocchia del Beato Giovanni XXIII. Fu costruita dopo la seconda guerra mondiale, in uno stile classico che ricorda il romanico. L'edificio è interamente in mattoni, con copertura a capanna, originariamente a capriate lignee. Il portale è ad architrave piano, sormontato da una lunetta e preceduto da piccolo portico. Le colonne sostengono la torre campanaria che si erge al centro della facciata, seguendo il modello delle antiche chiese romaniche abruzzesi. L'interno è a navata unica, separata dalla zona presbiteriale, sopraelevata da tre gradini e da un arco trionfale a tutto sesto, che si ispira sempre al modello romanico. Lungo le pareti laterali ci sono due piccole absidi, in una delle quali si trova la statua di San Gabriele dell'Addolorata e l'organo ligneo con il coro. Nell'altra ci sono le statue della Madonna Addolorata, il Sacro Cuore, Sant'Antonio da Padova e Gesù nel sepolcro. Dal 2008 la parrocchia è affidata ai Padri Salvatoriani.
Parrocchia del Beato Giovanni XXIII
Detta anche Nuova Parrocchia della Sacra Famiglia, è una moderna costruzione a pianta semicircolare. Le opere di costruzione iniziarono nel 1979, quando la frazione di Scerne per la grandezza cominciò a necessitare di una chiesa più grande, e l'edificio fu realizzato in breve tempo e consacrato nel 1981. Presso la facciata si trova un piccolo porticato con colonnine unite da archi a tutto sesto. A sinistra dell'edificio si erge il campanile a pianta quadrata; l'interno è a semicerchi concentrici, con al centro l'altare maggiore. Sul punto focale inoltre si innalza una piccola cupola circolare.
Chiesa di San Silvestro Papa di Mutignano
La chiesa di San Silvestro è il principale edificio religioso della frazione di Mutignano e risale al XII secolo. Al centro della facciata in laterizio vi è il campanile con basamento a scarpa e cuspide ottagonale e alla base un portale a tutto sesto che immette all'interno; i battenti del portale sono stati donati dal duca di Atri Giosia Acquaviva. L'interno è a navata unica con cappelle laterali e soffitto a capriate lignee. Di interesse una pala quattrocentesca di San Silvestro presso l'altare, di Andrea De Litio.

### Architetture civili

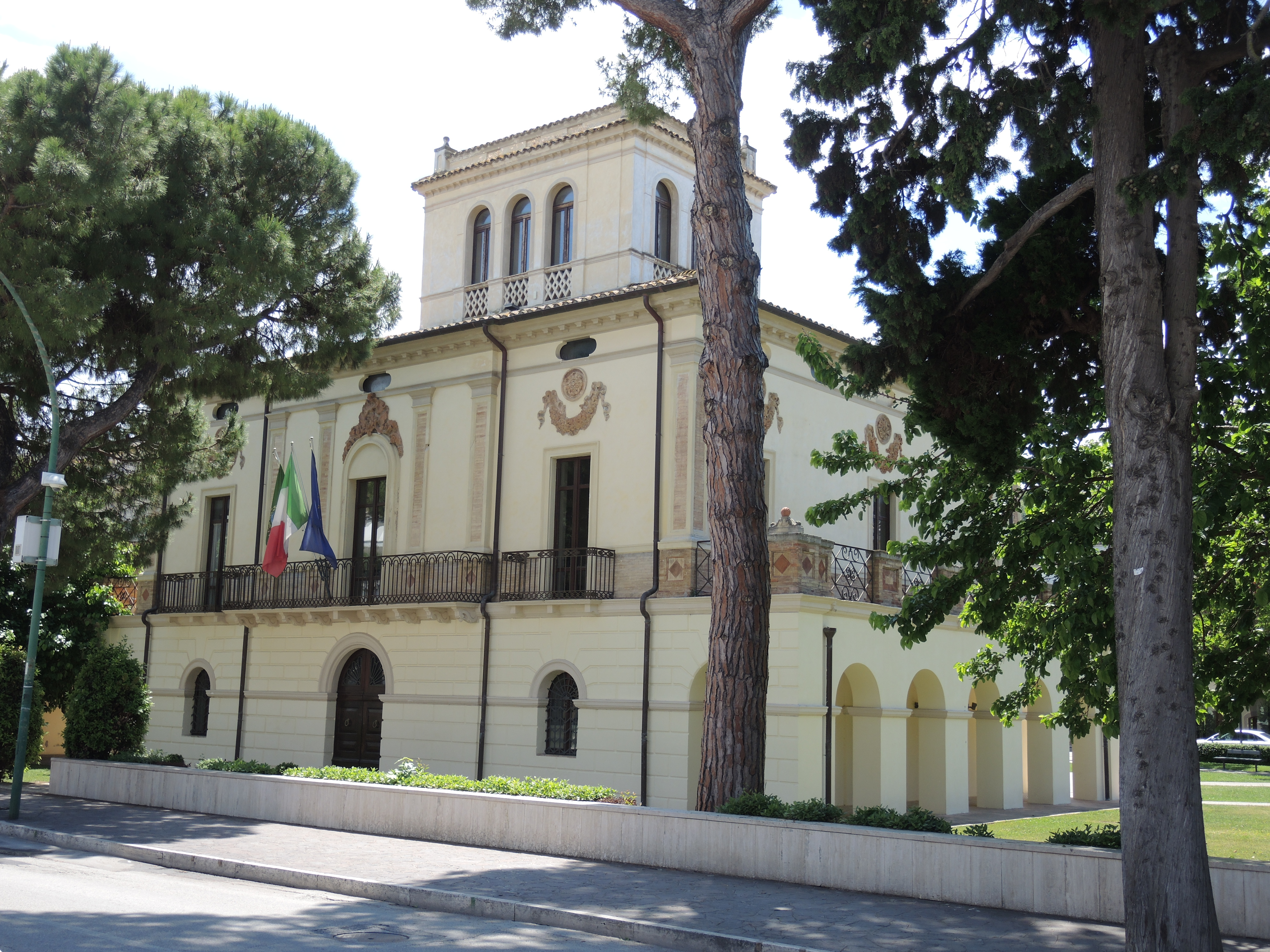
Villa Filiani
Villa Filiani è una storica residenza ottocentesca situata nel centro di Pineto, vicino alla chiesa parrocchiale di Sant'Agnese e San Silvestro. Commissionata nel 1844 da Giacinto Filiani, membro di una famiglia di proprietari terrieri, la villa fu costruita in stile neorinascimentale ed è circondata da un parco alberato che ne esalta l’eleganza e il fascino storico. Originariamente, la dimora fungeva da residenza di villeggiatura, ma col tempo è diventata un importante polo culturale per la comunità.
Oggi Villa Filiani è di proprietà del Comune di Pineto, che ne ha curato un restauro completo nel 2005. L'edificio ospita mostre, convegni e concerti e, in particolare, il Centro Etnomusicologico d’Abruzzo, dedicato alla conservazione e promozione della musica popolare abruzzese. Questo museo unico permette ai visitatori di esplorare la tradizione musicale locale attraverso canzoni, danze e racconti tramandati oralmente.
Villa Padula

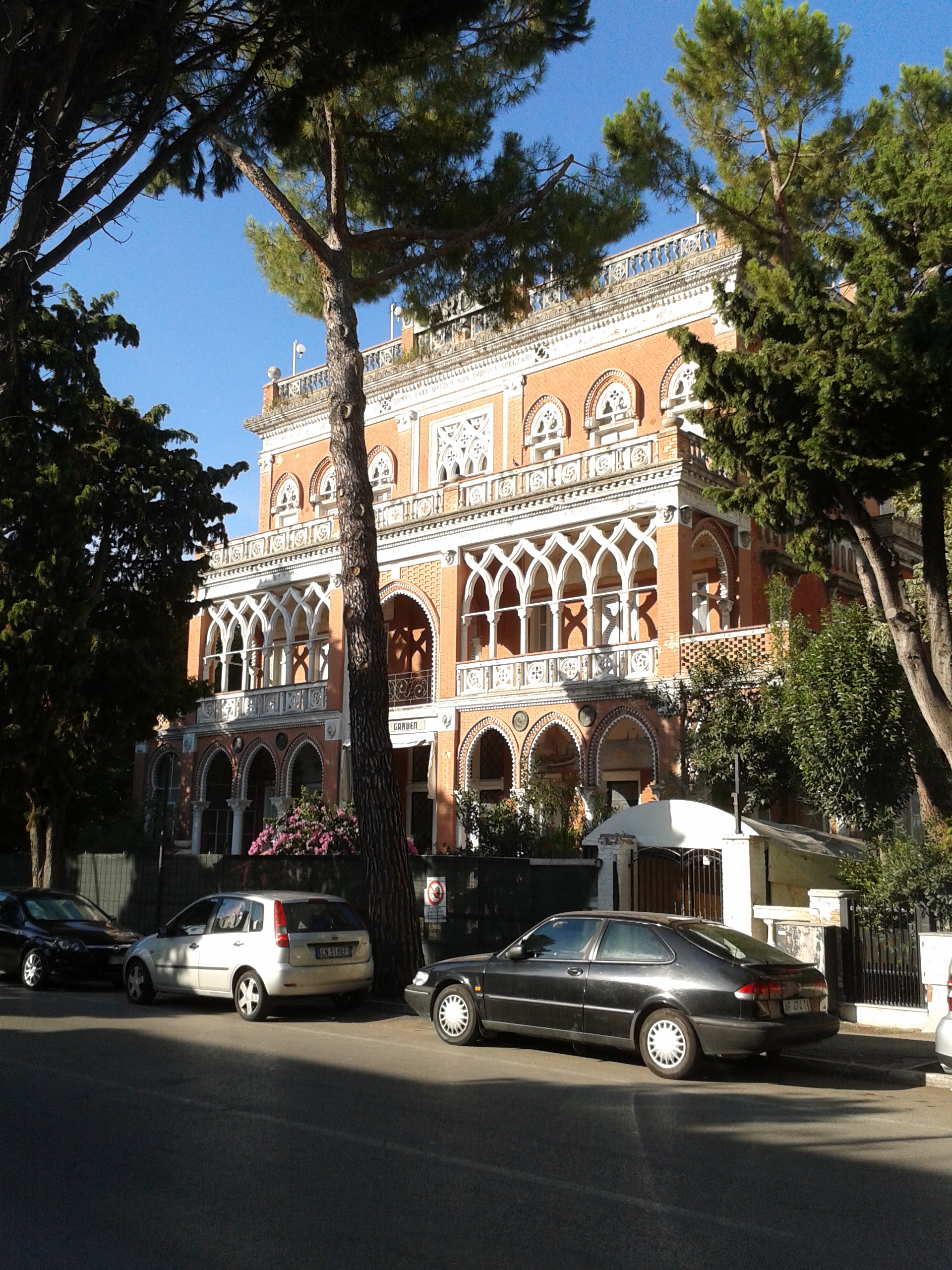
Hotel Garden nel 2012

Si trova lungo il viale D'Annunzio ed è stata una delle prime costruzioni alberghiere di Pineto, progettata negli anni venti come abitazione privata del chirurgo Fabrizio Padula, da cui il nome. Negli anni quaranta la villa venne trasformata in albergo e fu una delle strutture ricettive principali di Pineto fino alla chiusura, avvenuta nel 1999, quando venne realizzato il più moderno Hotel Garden. La villa ha pianta rettangolare e si sviluppa su due piani di diverse dimensioni. L'esterno è caratterizzato da uno stile eclettico Liberty del gotico: sono presenti diversi ordini di arcate a sesto acuto, di cui uno misto che ricorda gli archi moreschi dell'Andalusia. Il colore della villa è rosso porpora, a differenza della cornice bianca delle arcate.
Villa Pretaroli
Villa Pretaroli è una storica residenza neoclassica situata lungo il suggestivo viale D'Annunzio, strada rinomata per ospitare diverse dimore di pregio, e si distingue per il suo stile elegante.

### Architetture militari

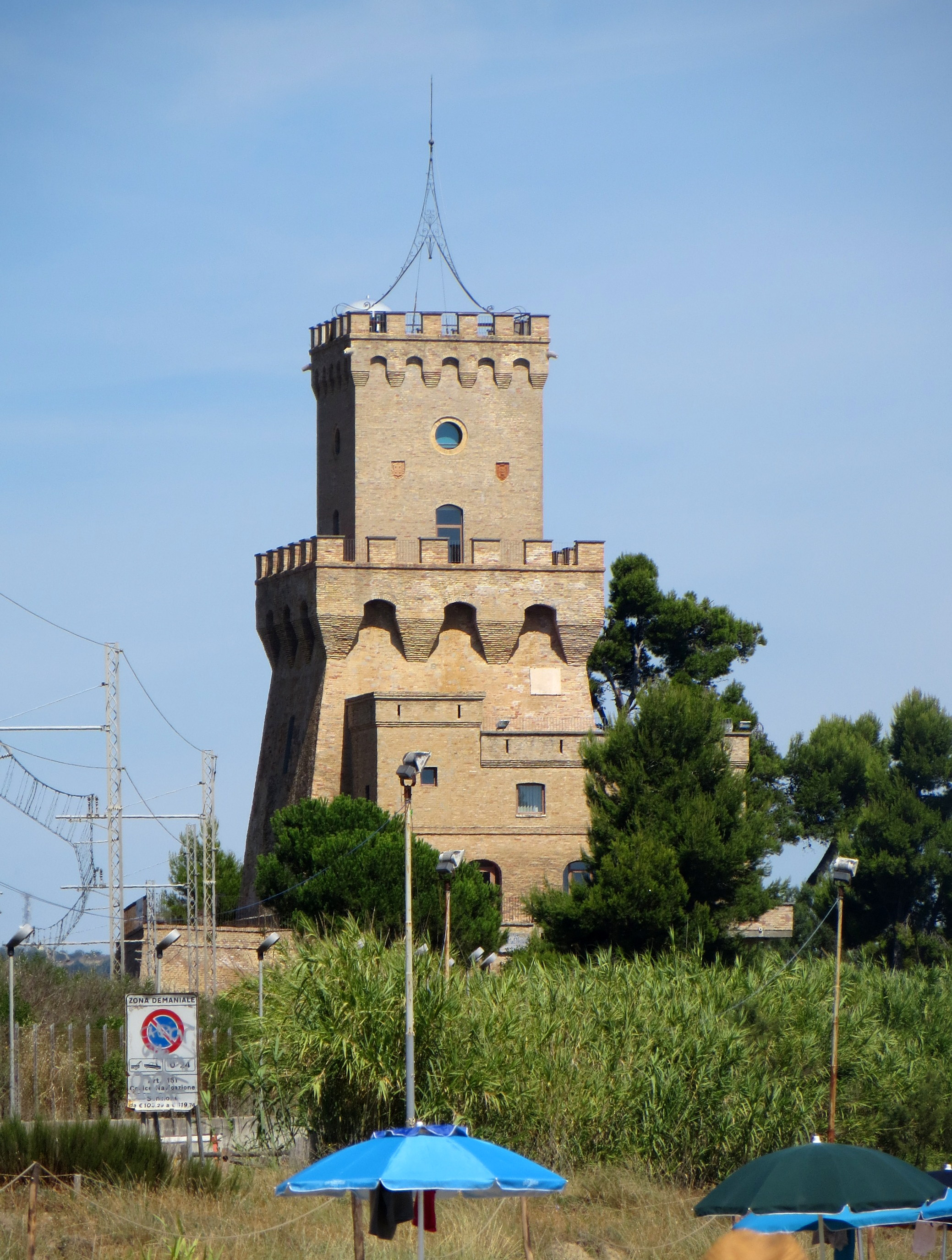
Torre del Cerrano
La Torre del Cerrano è una delle antiche torri costiere del Regno di Napoli. Deve il nome al vicino torrente Cerrano e si trova vicino ai resti sommersi dell'antico porto di Atri. Costruita nel XVI secolo per difendere il litorale dalle incursioni saracene, fu parte di un sistema di torri voluto dal Viceré Don Pedro Afán de Ribera. Tuttavia, documenti indicavano che la sua edificazione iniziò tra il 1490 e il 1494. Per secoli mantenne una funzione difensiva, fino alla cessazione delle incursioni piratesche. Nel tempo, la torre subì diverse modifiche: nel 1915 fu restaurata e ampliata con una torretta superiore, e nel 1935 fu aggiunta un’ala laterale. Acquistata nel 1981 dall’Amministrazione Provinciale di Teramo, nel 1983 divenne sede di un Centro Ricerche e Studi e dell’Istituto Zooprofilattico Sperimentale di Teramo. Nel 2010, dopo un lungo iter iniziato nel 1997, fu istituita l'Area marina protetta Torre del Cerrano, con l'obiettivo di tutelare il patrimonio storico e naturale della zona.

### Aree naturali
Pineta Filiani
Fu il possidente Luigi Corrado Filiani a concepire, agli inizi del Novecento, un progetto destinato a trasformare il paesaggio e l'assetto urbanistico dell'attuale Pineto: la creazione di una pineta costiera che riproducesse l'antico bosco litoraneo, scomparso a causa dello sfruttamento intensivo del legname nei secoli precedenti. I lavori iniziarono nel 1923 con un complesso intervento di bonifica, che prevedeva il livellamento del terreno e l'apporto di terra su un'ampia area costiera ricoperta in origine da vegetazione mediterranea. Furono messi a dimora oltre 2.000 esemplari di pino domestico, alti tra i 4 e i 6 metri, disposti secondo un sistema a "castello" per garantire stabilità e resistenza ai forti venti e alla salsedine marina. In seguito, il Corpo Forestale dello Stato realizzò altri due impianti: uno con pini d'Aleppo (Pinus halepensis) e l'altro, più recente, ancora con pini domestici. Il pino d'Aleppo, tipico del Mediterraneo, era particolarmente resistente alle alte temperature e alla siccità ed era probabilmente una specie autoctona dell'Abruzzo. Il pino domestico, invece, di origine colturale, si distinse facilmente per le sue grandi pigne che contenevano i pregiati pinoli. Il nome della città di Pineto deriva proprio dalla sua caratteristica pineta.

## Società

### Evoluzione demografica
Abitanti censiti

### Etnie e minoranze straniere
Pineto ha conosciuto negli anni settanta del XX secolo un notevole flusso migratorio proveniente dall'estero. In città si sono così venuti a formare consistenti nuclei di stranieri originari, per la maggior parte, dei paesi dell'Europa orientale. Gli stranieri censiti (935 in totale) costituivano, al 31 dicembre 2016, il 6,1% della popolazione complessiva del comune (15 016 abitanti), ed erano così suddivisi:
1. Romania: 306
2. Albania: 218
3. Polonia: 48
4. Brasile: 47
5. Russia: 31
6. Marocco: 28
7. Filippine: 26
8. Macedonia: 26
9. Cina: 21
10. Ucraina: 21

## Cultura

### Musei
- Museo del mare, presso la Torre del Cerrano[19]
- Centro etnomusicologico d'Abruzzo, all'interno del museo civico[20]

## Economia

### Turismo

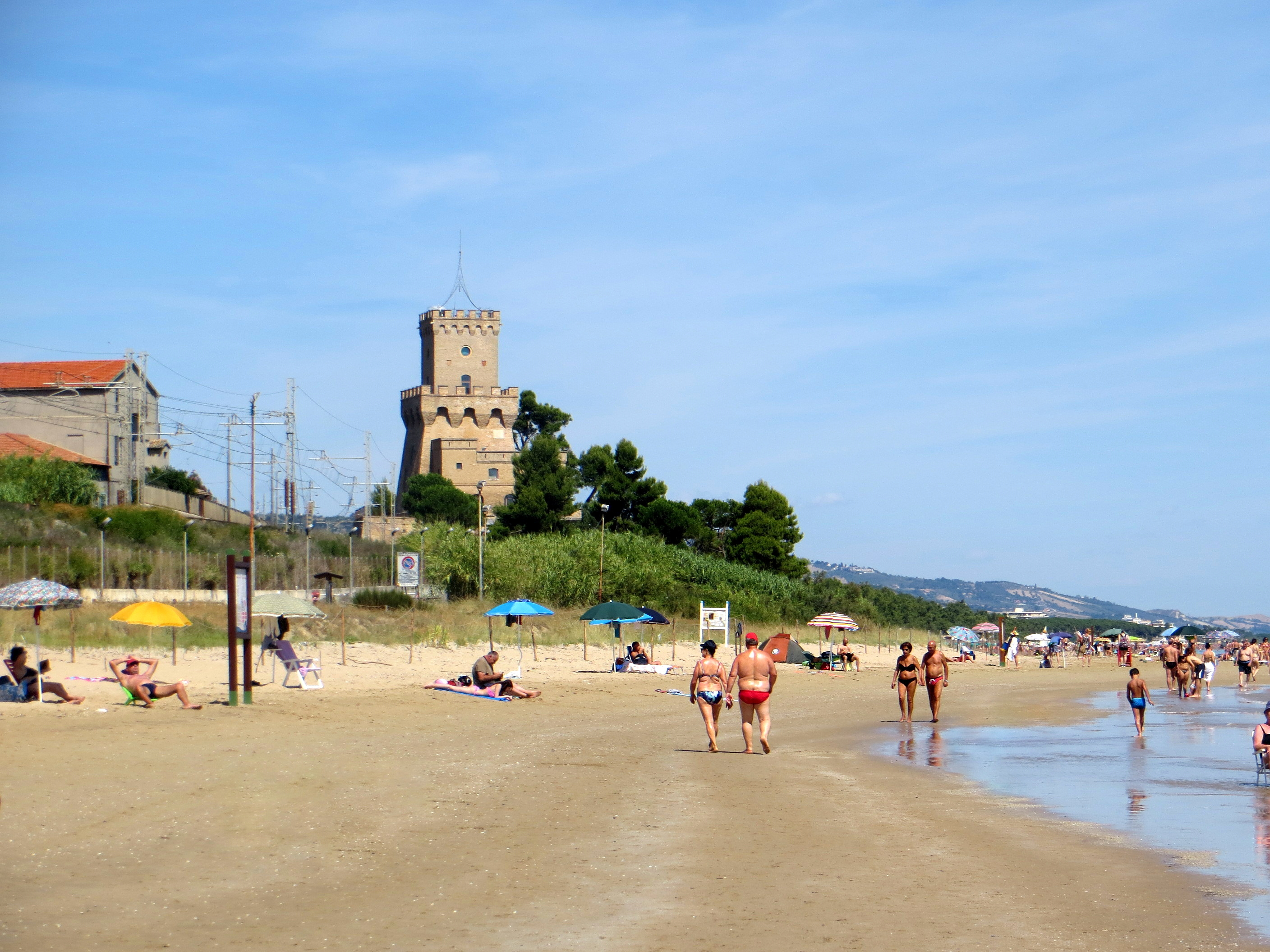
La spiaggia della torre del Cerrano

Pineto è una frequentata località balneare, e dal 2006 ha ottenuto numerose volte il riconoscimento Bandiera blu.
Il 21 novembre 2010 è stato riaperto al pubblico il parco Filiani, un'area verde collinare originariamente creata tra le due guerre da Luigi Corrado Filiani su parte della propria azienda agricola; in essa, oltre a varie specie arboree e alla presenza di diverse famiglie di animali, sono presenti anche sentieri e percorsi ciclopedonali.

## Infrastrutture e trasporti

### Ferrovie

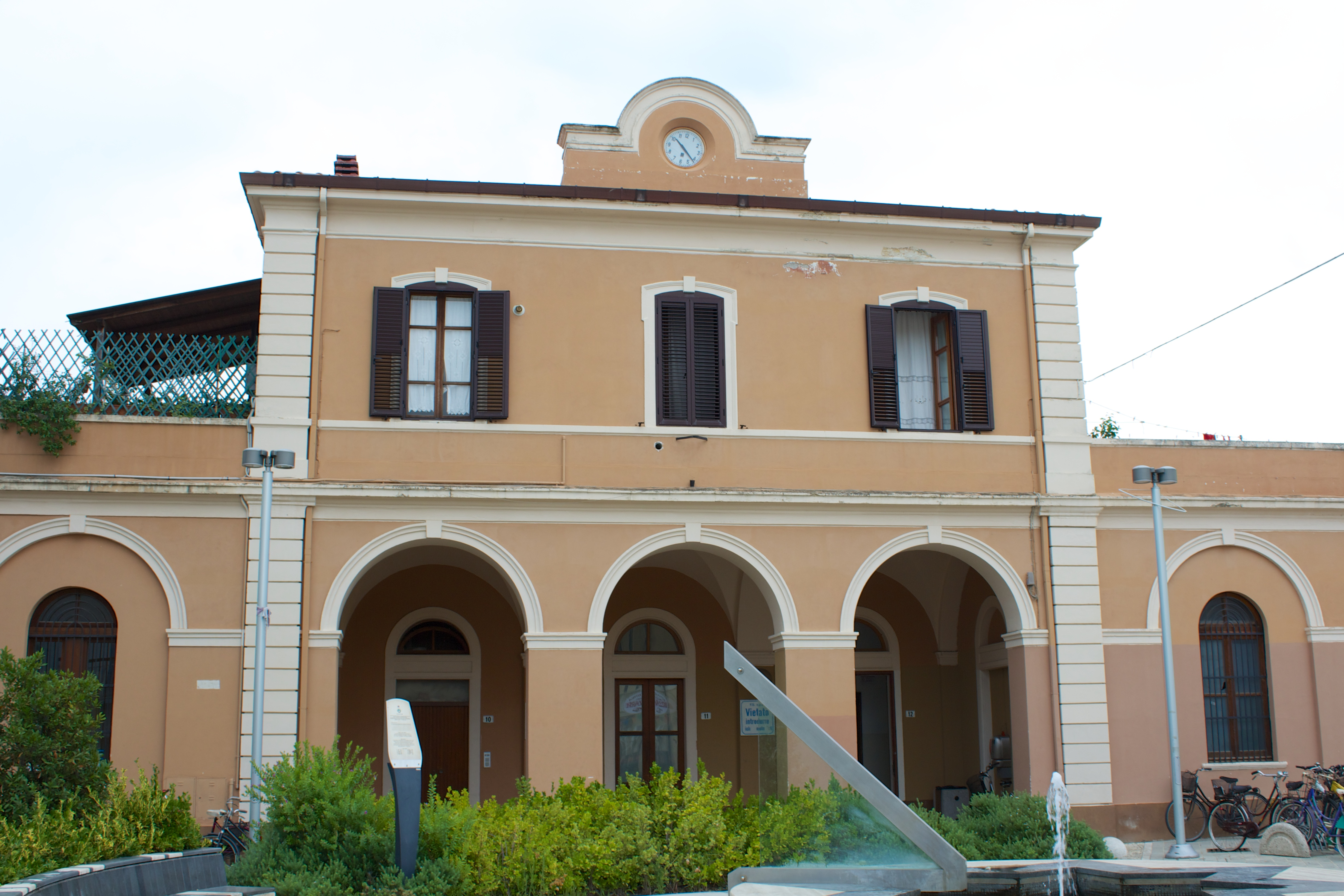
Stazione di Pineto-Atri

Il comune è attraversato dalla ferrovia Adriatica, con scalo nella stazione di Pineto-Atri, che serve anche l'omonimo centro abitato.

## Amministrazione
| Periodo          | Periodo         | Primo cittadino       | Partito                                            | Carica                  | Note          |
| ---------------- | --------------- | --------------------- | -------------------------------------------------- | ----------------------- | ------------- |
| 6 giugno 1993    | 27 aprile 1997  | Serenella Lemmi       | Lista Civica di Sinistra                           | Sindaco                 | [ 23 ]        |
| 28 aprile 1997   | 13 maggio 2001  | Giorgio Parisse       | Lista Civica di Centro-sinistra                    | Sindaco                 | [ 24 ]        |
| 14 maggio 2001   | 28 giugno 2003  | Paolo Di Domenico     | Lista Civica di Centro-destra                      | Sindaco                 | [ 25 ]        |
| 29 giugno 2003   | 13 giugno 2004  | Eugenio Matronola     |                                                    | Commissario Prefettizio | [ 26 ]        |
| 14 giugno 2004   | 31 ottobre 2013 | Luciano Monticelli    | Lista Civica di Centro-sinistra Pineto Democratica | Sindaco                 | [ 27 ] [ 28 ] |
| 1º novembre 2013 | 25 maggio 2014  | Pierpaolo Pigliacelli |                                                    | Commissario Prefettizio | [ 29 ]        |
| 26 maggio 2014   | 20 ottobre 2023 | Robert Verrocchio     | Lista Civica Scegliamo Pineto - PD                 | Sindaco                 | [ 30 ]        |
| 21 ottobre 2023  | 9 giugno 2024   | Roberta Di Silvestro  |                                                    | Commissario Prefettizio | [ 31 ]        |
| 10 giugno 2024   | -               | Alberto Dell'Orletta  | Lista Civica di Centro-sinistra Siamo Pineto!      | Sindaco                 | [ 32 ]        |

### Gemellaggi
- Drochia[33]
- Sebenico[34]
- Razlog[34]
- Junglinster[35]

## Sport
Pineto è rappresentato in varie discipline sportive: le principali società sportive sono l'Associazione Sportiva Pineto Calcio, che milita in Serie C, il Pineto Volley in Serie A2, il Pineto Basket e il Pineto Baseball.

### Ciclismo
La pista ciclabile che attraversa Pineto è parte della ciclovia Adriatica, il cui tratto abruzzese si estende per oltre 130 chilometri lungo la costa adriatica. Il tratto di Pineto attraversa la lunga pineta litoranea e l'area della torre del Cerrano.